# Aorangia semita
Aorangia semita là một loài nhện trong họ Amphinectidae. Loài này phân bố ở New Zealand.